# Mark Hunter (musicista)
Mark Hunter (Cleveland, 26 maggio 1977) è un cantante e musicista statunitense.
Dal 1998 al 2014 ha fatto parte del gruppo metal Chimaira. Nel 2005 ha partecipato al progetto discografico Roadrunner United.

## Discografia con i Chimaira
- 2000 – This Present Darkness EP
- 2001 – Pass Out of Existence
- 2003 – The Impossibility of Reason
- 2003 – Freddy vs. Jason (colonna sonora)
- 2005 – Chimaira
- 2007 – Resurrection
- 2009 – The Infection
- 2010 – Coming Alive (live)
- 2011 – The Age of Hell
- 2013 – Crown of Phantoms